# Miltochrista cruenia
Miltochrista cruenia là một loài bướm đêm thuộc phân họ Arctiinae, họ Erebidae.